# Air Algérie-vlucht 5017

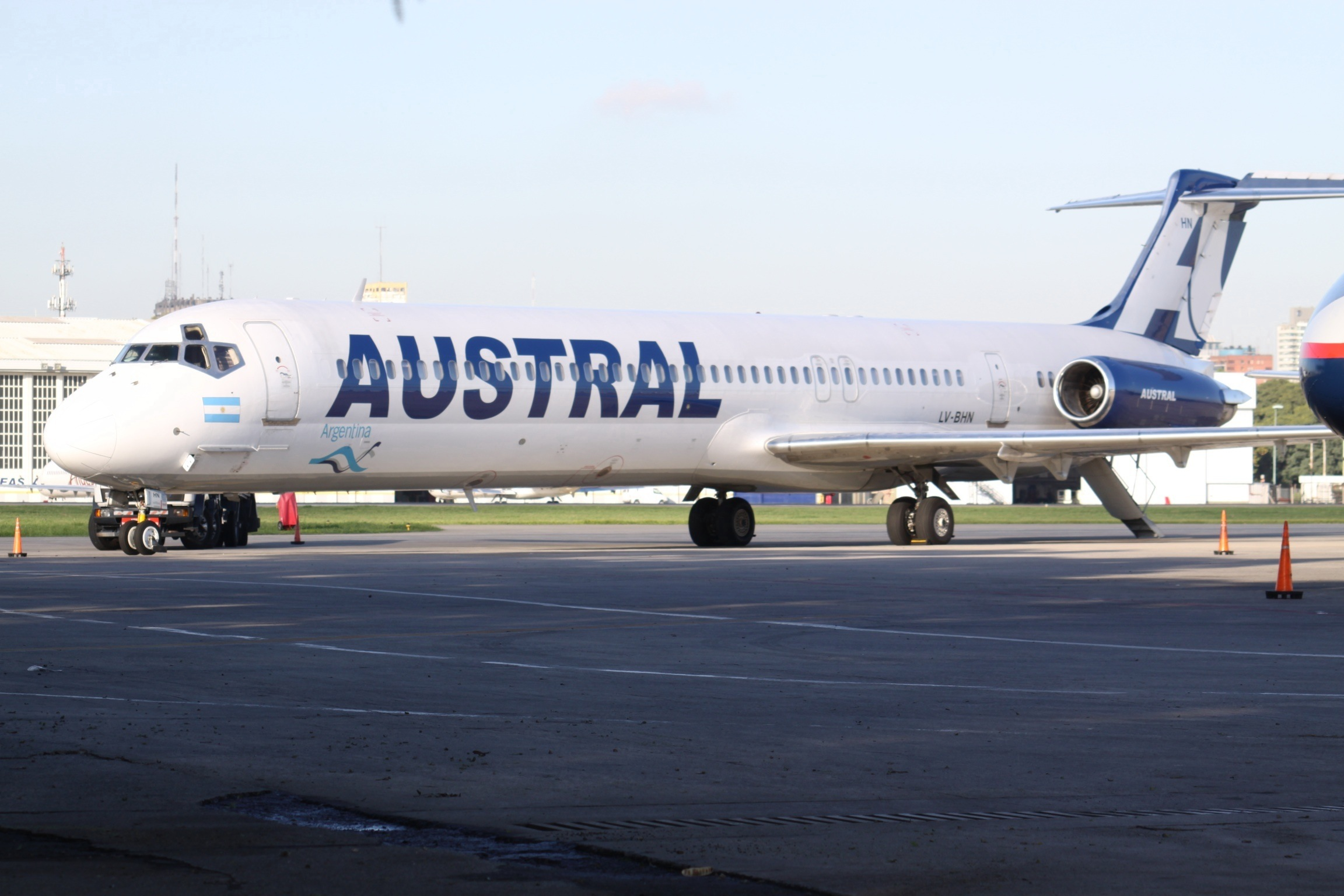
Het vliegtuig toen het nog voor Austral vloog, te Buenos Aires in maart 2008.

Air Algérie-vlucht AH5017 is een lijnvlucht, die voor Air Algérie door Swiftair wordt uitgevoerd. Het vertrek is in Ouagadougou, in Burkina Faso, de bestemming is Algiers, de hoofdstad van Algerije. Op 24 juli 2014 verongelukte een McDonnell Douglas MD-83 met vluchtnummer AH5017 in de Sahara. Het vliegtuig vertrok om 01:17 uur plaatselijke tijd in Burkina Faso en stortte om 01:47 uur in de Malinese gemeente Gossi neer, vlak bij de grens met Burkina Faso.
Er waren hevige onweersbuien op de geplande route. Om 01:30 uur hebben de piloten gemeld vanwege het slechte weer een omweg te maken. 
Om 01:47 uur maakte de piloot melding van lastige weersomstandigheden. 
Enige tijd later is het vliegtuig neergestort.
De zwarte dozen werden gevonden, maar de cockpitvoicerecorder leek onbruikbaar door een defect dat er voor de vlucht was.

## Oorzaak ongeval
Het ongeluk was waarschijnlijk het gevolg van een menselijke fout. De piloten hadden het anti-ijssysteem niet ingeschakeld, waardoor enkele sensoren bevroren waardoor de motoren te weinig stuwkracht leverden. Hierdoor had het vliegtuig te weinig voorwaartse snelheid met als gevolg dat de automatische piloot het vliegtuig niet meer in horizontale vlucht kon houden. Uiteindelijke overtrok het vliegtuig.

## Locatie
Aanvankelijk was er veel onduidelijkheid over de locatie van de crash, verschillende bronnen gaven andere locaties aan. Een generaal van het Burkinese leger zei dat het wrak zich rond Gossi bevond, 50 kilometer ten noorden van de rand met Burkina Faso. Deze bewering bleek juist te zijn.

## Vliegtuig
Het desbetreffende vliegtuig was een McDonnell Douglas MD-83, eigendom van Swiftair. De eerste vlucht van het toestel was in juni 1996 met registratie SU-ZCA. Het begon op 23 augustus 1996 te vliegen voor Flash Airlines.
Vanaf december 1997 was leasingmaatschappij AWAS in het bezit van het vliegtuig en werd het geleased door Avianca en Austral Líneas Aéreas. Vanaf 24 oktober 2012 vloog Swiftair met het vliegtuig, het werd door onder andere CCM Airlines, Jetairfly, Royal Air Maroc en Vueling Airlines als wet lease-toestel gebruikt. Het toestel werd toen ook gebruikt voor vluchten voor de Verenigde Naties. Vanaf 22 juni 2014 vloog het voor Air Algérie.
De motoren van het vliegtuig zijn van het type Pratt & Whitney JT8D.

## Bemanning en passagiers
Geen passagier had Algiers als eindbestemming. Ze waren allemaal van plan in Algiers over te stappen op een vlucht naar Europa, het Midden-Oosten of Canada.
De volgende lijst van de nationaliteiten van de slachtoffers werd vrijgegeven door autoriteiten uit Burkina Faso.
| Nationaliteit | Passagiers | Bemanning |
| ------------- | ---------- | --------- |
| Frankrijk     | 51         |           |
| Burkina Faso  | 27         |           |
| Libanon       | 8          |           |
| Algerije      | 6          |           |
| Spanje        |            | 6         |
| Canada        | 5          |           |
| Duitsland     | 4          |           |
| Luxemburg     | 2          |           |
| België        | 1          |           |
| Egypte        | 1          |           |
| Kameroen      | 1          |           |
| Mali          | 1          |           |
| Nigeria       | 1          |           |
| Oekraïne      | 1          |           |
| Zwitserland   | 1          |           |
| Totaal        | 110        | 6         |

Britten-Norman Islander (20 januari) ·
Lockheed C-130 Hercules Algerije (11 februari) ·
Nepal Airlines-vlucht 183 (16 februari) ·
748 Air Services HS 748 crash (17 februari) ·
Ethiopian Airlines-vlucht 702 (17 februari) ·
Malaysia Airlines-vlucht 370 (8 maart) ·
Haughey Air AgustaWestland AW139 (13 maart) ·
Antonov An-74 crash van Laos luchtmacht (17 mei) ·
Ilyushin Il-76 van Oekraïense luchtmacht (14 juni) ·
Olsberg vliegtuigbotsing (23 juni) ·
Skyward International Aviation Fokker 50 (2 juli) ·
Malaysia Airlines-vlucht 17 (17 juli) ·
TransAsia Airways-vlucht 222 (23 juli) ·
Air Algérie-vlucht 5017 (24 juli) ·
Indonesia AirAsia-vlucht 8501 (28 december)